# Rosaura a las diez (pel·lícula)
Rosaura a las diez és una pel·lícula argentina dramàtica i de misteri coescrita i dirigida per Mario Soffici i basada en la novela homónima de Marco Denevi. Va ser filmada en blanc i negre i estrenada el 6 de març de 1958. Va participar en l'11è Festival Internacional de Cinema de Canes.
Va ser reconeguda com la quarta millor pel·lícula del cinema argentí de tots els temps en l'enquesta realitzada pel Museo del Cine Pablo Ducrós Hicken en 2000. En una nova versió de l'enquesta organitzada en 2022 per les revistes especialitzades La vida útil, Taipei i La tierra quema, presentada al Festival Internacional de Cinema de Mar del Plata, la pel·lícula va aconseguir el lloc 21.

## Producció
Rosaura a la diez, va ser la primera novel·la de Marco Denevi i un gran èxit de crítiques i vendes. Mario Soffici es va veure interessat a traslladar-la al cinema des del moment en què la va llegir. No obstant això, les seves intencions eren les de crear un film diferent del text literari, i de continuar amb els elements creatius que havia incorporat en Barrio gris. Per a això va treballar en conjunt amb Denevi per a desenvolupar el guió, però aquest no va quedar content amb el resultat.
Aquest film està format per episodis, cadascun està narrat per diferents personatges. Crida l'atenció que dins de l'episodi narrat per la propietària, passi a narrar el senyor Camilo (flashback pel mig).
- Declaració de la Senyora Milagros, propietària de la hospedería La Madrileña
- Declaració de David Reguel
- Declaració de Camilo Canegato
- Declaració de la senyora Eufrasia
- Episodi de la carta

## Sinopsi
La història s'estructura al voltant dels personatges que habiten en la pensió La Madrileña, que es troba en la ciutat de Buenos Aires. La Sra. Milagros és la propietària de la pensió on viuen les seves tres filles, Camilo Canegato (un tímid pintor), David Réguel (un estudiant d'advocacia) i la senyora Eufrasia, entre altres personatges.
Durant sis mesos, Camilo rep cartes misterioses d'amor d'una dona que s'identifica com Rosaura. També Camilo té amagada a la seva habitació una pintura de Rosaura que els altres descobreixen. Un dia, una dona jove que vesteix igual que Rosaura apareix en la pensió buscant a Camilo però quan Camilo la veu, la tracta amb fredor i David sospita una cosa lletja entre Camilo i Rosaura després arribar a conèixer a ella. Malgrat això, Rosaura es queda a la pensió i aviat Camilo i ella es casen.
En la nit de les noces, Rosaura és trobada morta a l'hotel on ella i Camilo van llogar una habitació. La policia interroga cada personatge i donen la seva versió de la història fins i tot a Camilo.
La recerca revela que les cartes que va rebre Camilo les van escriure Camilo mateix i que Rosaura en realitat, es diu Maria i és una prostituta que Camilo va pagar per tenir sexe anys enrere. Maria només va anar a la pensió per demanar diners a Camilo perquè estava pobre i sense llar. Camilo va usar una foto antiga per crear la pintura de Rosaura. Així que les cartes falses i l'arribada de Rosaura (Maria) van ser una coincidència.
A més, a l'hotel, María es va burlar de Camilo i li va recordar que haurà de pagar-li la pensió alimentària si es divorcia d'ella. Camilo, ple d'enuig, va començar a escanyar-la, però no s'atrevia a matar-la. Va córrer de l'hotel al carrer atordit. En aquest moment, dos homes que volien obligar a María a exercir la prostitució van entrar a l’habitació i la van matar.
Aquesta informació absol Camilo.

## Repartiment
- Juan Verdaguer	... 	Camilo Canegato
- Susana Campos	... 	Rosaura / Marta Córrega / María Correa
- María Luisa Robledo	... 	Doña Milagros Ramoneda, viuda de Perales
- Alberto Dalbes	... 	David Réguel
- Amalia Bernabé	... 	Srta. Eufrasia Morales
- Héctor Calcaño	... 	Sr. Coretti
- María Concepción César	... 	Matilde
- Nina Briand	... 	Clotilde
- Lili Gacel	... 	Elsa
- Beto Gianola	... 	Alicio
- Miguel Ligero	... 	Sr. Hernández
- Enrique Kossi	... 	Policía
- Nelly Beltrán	... 	La gorda
- Julián Bourges	... 	Inspector Baigorri
- Rodolfo Crespi	... 	Lustrabotas
- Carlos Escobares
- Maruja Lopetegui	... 	Tía de Rosaura
- Onofre Lovero
- Milo Quesada	... 	Primo/novio de Rosaura
- Sarita Rudoy	... 	Enilde
- Rafael Salvatore	... 	El turco
- Mario Savino	... 	Pensionista
- Mario Soffici	... 	Padre de Rosaura
- Carlos Cotto
- Rita Montesi	... 	Pensionista buscona

## Premi
Per la seva actuació en aquest film Susana Campos va ser guardonada amb el Cóndor de Plata a la millor actriu i María Luisa Robledo amb el mateix premi com millor actriu de repartiment, atorgats per l'Asociación de Cronistas Cinematográficos de la Argentina.